# Morphine
Morphine – trio łączące elementy stylistyki rocka z elementami bluesa i jazzu. Charakterystyczną cechą zespołu było brzmienie saksofonu barytonowego, którym zastąpiono charakterystyczne w muzyce rockowej gitarowe riffy. Poza tym grupa korzystała z dwustrunowej gitary basowej oraz wyróżniała się charakterystycznymi tekstami i wokalami.
Grupa powstała w 1990 roku w Cambridge (USA).

## Skład
- Mark Sandman – gitara basowa, śpiew, gitara
- Dana Colley – saksofon barytonowy i inne
- Jerome Deupree – perkusja (1990–1992)
- Billy Conway – perkusja (1992–1999)

Śmierć założyciela zespołu i autora piosenek Marka Sandmana 3 lipca 1999 roku, spowodowana zawałem serca podczas koncertu w Palestrinie, zakończyła działalność Morphine. Ostatnia płyta zespołu ukazała się po jego rozwiązaniu.

## Dyskografia
- 1992: Good
- 1993: Cure For Pain
- 1995: Yes
- 1997: Like Swimming
- 1997: B-Sides and Otherwise
- 2000: The Night
- 2000: Bootleg Detroit (autoryzowany bootleg z koncertu w 1994 roku)
- 2009: At Your Service